# Puente de arco tesado Whipple
El puente de arco tesado Whipple (nombre completo en inglés:Whipple Cast and Wrought Iron Bowstring Truss Bridge -es decir, Puente de celosía de arco tesado de hierro fundido y forjado Whipple-, también conocido localmente como Normanskill Farm Bridge), está ubicado cerca de la entrada a Stevens Farm en el suroeste de Albany, Nueva York, Estados Unidos. Fue construido en 1867, pero no se trasladó a su ubicación actual hasta 1899. Es uno de los puentes de hierro más antiguos del condado, uno de los pocos en los que se utilizó tanto fundición de hierro como hierro forjado, y uno de los dos únicos ejemplos conservados de la tipología de celosía de arco tesado de Whipple. En 1971 se incluyó en el Registro Nacional de Lugares Históricos, el único puente en la ciudad de Albany hasta ahora incluido individualmente en la lista.
Un constructor basado en Syracuse copió el diseño original del puente en celosía de Squire Whipple, cuya patente había expirado en el momento de su construcción. No se sabe dónde se encontraba originalmente; aunque se cree que se construyó originalmenteen en algún lugar al oeste de la ciudad, posiblemente en el condado de Schoharie.
Cuando la antigua autopista de peaje de Albany y Delaware, hoy Delaware Avenue, se desvió en 1899 a lo que ahora es Normanskill Drive, se trasladó a su ubicación actual para que la granja Stevens fuera más accesible desde la carretera principal. Cuando la avenida de Delaware se convirtió en lo que hoy es la ruta NY 443, el tráfico en el puente se redujo, lo que permitió que la estructura siguiera en uso, aunque solo para automóviles. Posteriormente solo se permitió su uso peatonal, y está cerrado en invierno. La ciudad de Albany aprobó un proyecto de restauración a pequeña escala en 2012.

## Ubicación y estructura
El puente lleva a Mill Road a través de un profundo barranco situado a unos 100 pies (30 m) al oeste de Normanskill Drive. El área circundante es arbolada; al oeste del barranco, los bosques dan paso casi de inmediato al complejo de la Granja Stevens. La quebrada está seca la mayor parte del tiempo, pero después de episodios de fuertes lluvias lleva agua desde una pequeña cuenca que se extiende al noreste un cuarto de milla (400 m) hasta el New York State Thruway (Interstate 87) hasta el Normans Kill 200 pies (61,0 m) al sur, que en este punto es el límite entre la ciudad de Albany y la localidad de Bethlehem al sur. Hacia el este el terreno se eleva abruptamente. El área boscosa, similar a un parque, da paso a un vecindario residencial más desarrollado en el lado norte de la actual Delaware Avenue (NY 443), frente a un gran cementerio.
El camino de acceso es una estrecha franja de grava. El puente en sí tiene 109,9 pies (33,5 m) de largo y 22,75 pies (6,9 m) de ancho, sostenido por estribos a cada lado de hormigón en el nivel superior y de piedra colocada sin concertar debajo. Sus componentes principales son los dos cordones superiores y los dos inferiores de la celosía.

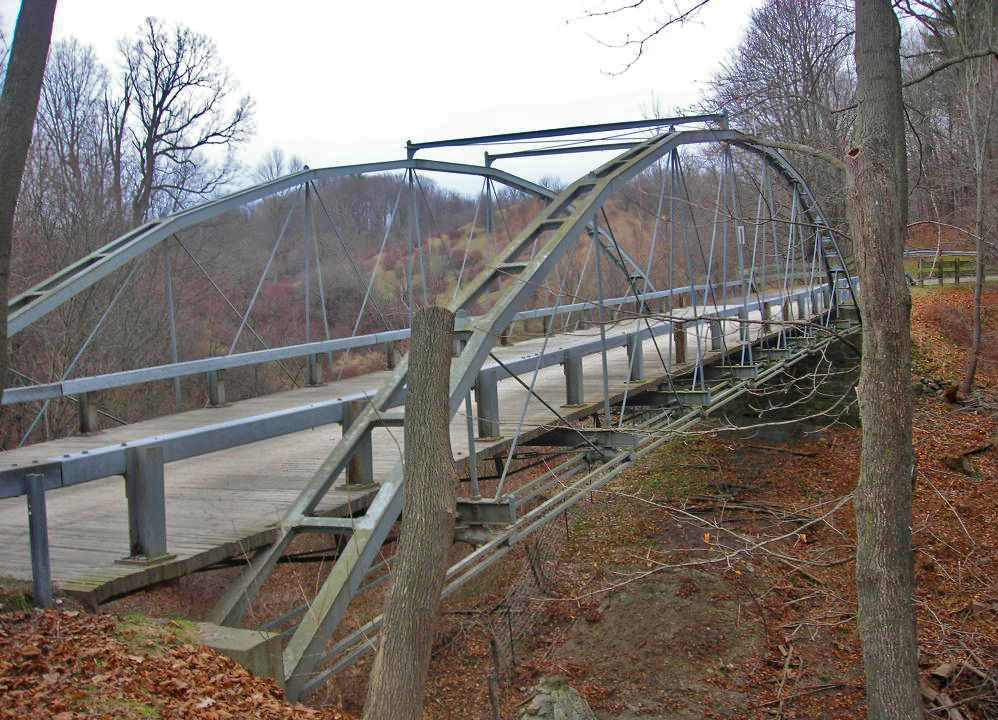
Vista lateral del puente

En la parte superior, los cordones forman un arco de nueve piezas moldeadas tangenciales de hierro fundido con sección en forma de U invertida que responden a las cargas de compresión. Se combinan con los cordones inferiores de dos líneas de nueve eslabones abiertos de hierro forjado, hechos de barras cuadradas de una pulgada y media (1,5 pulgadas (3,8 cm)), que soportan los esfuerzos de tracción. Están conectados por ocho varillas verticales en cada lado, con unos arriostramientos adicionales en la zona de mayor altura de los arcos.
Los cuatro elementos verticales centrales en cada lado son barras en V invertida de dos ⅝ de pulgada (0,625 pulgadas (1,6 cm)) soldadas juntas en la parte superior e insertadas en las vigas del suelo a través de los extremos inferiores mediante roscado. En los extremos, las barras verticales son cuatro varillas de 2 pulgadas (5,1 cm). Varillas de ⅞ de pulgada de ancho (0,835 pulgadas (2,1 cm)) forman las diagonales, dobles en cada panel, arriostrando el puente contra el viento.
Los perfiles en doble T laterales y longitudinales sostenidos por los cordones inferiores forman el soporte de la plataforma. Están atados con dos varillas de hierro forjado de ⅞ de pulgada y reforzados con tirantes. Los tablones de madera colocados horizontalmente a través del marco sirven como plataforma. Unas barreras de seguridad metálicas modernas de sección tubular protegen las dos celosías.

## Historia
El residente de Albany, Squire Whipple, es considerado el primer constructor de puentes en aplicar principios científicos en este campo, desplazándolo de lo que había sido principalmente el dominio de los industriales hacia la ingeniería civil. Su libro de 1847 autoeditado A Work on Bridge Building se considera el primero que analizó adecuadamente las tensiones en las vigas de celosía de los puentes, y desarrolló procedimientos matemáticos para explicarlos que aún son útiles. Su trabajo no se apreció del todo hasta los últimos años de su vida, en la década de 1880.
Siete años antes de escribir su libro, se dio cuenta de que el canal de Erie, que se acercaba lentamente a su finalización en todo el estado, requeriría cientos de puentes. Su puente de arco tesado de hierro fue una solución a cómo se podía solucionar este problema de manera rápida y económica. Con mil dólares que había ahorrado, construyó el primero paso al otro lado del canal en Utica en 1841.
Tuvo éxito y demostró ser muy popular. Tan popular, que a pesar de que patentó su diseño, fue ampliamente imitado, lo que obligó a Whipple a visitar frecuentemente los tribunales en un vano esfuerzo por asegurar el pago de los derechos de licencia de varios presuntos infractores de su patente. A veces los jueces le daban la razón, pero la mayoría de las veces bastaban ligeros refinamientos o variaciones en el diseño para dictar un fallo en su contra. Es posible que otros constructores simplemente no supieran que la viga de celosía de arco tesado estaba protegida por derechos de propiedad intelectual. El estado de Nueva York eligió el diseño como estándar para el canal y luego evitó el pago de la licencia, según la ley de la época, al declarar que los puentes se estaban construyendo "para el bien público". En cuestión de años, el diseño de Whipple se utilizó ampliamente en todo el Nordeste de Estados Unidos. A pesar de la gran popularidad de la que gozaron en su momento, solo queda otro puente Whipple en uso en Nueva York, sobre el arroyo de Cayadutta cerca de Fonda, en Mohawk Valley.
Whipple había renovado la patente a su vencimiento original en 1855, pero en el momento de su vencimiento en 1869 había renunciado a intentar hacerla cumplir. Fue dos años antes del final de ese período cuando el puente actualmente en Albany fue construido por Simon De Graff de Syracuse. No se sabe dónde se construyó exactamente. Cuando se compró para ser reubicado en su posición actual, se describió que había estado en "Schoharie". Eso podría significar la villa de Schoharie, en el condado de Schoharie (cuyo pueblo es su sede) o el valle del arroyo de Schoharie, que es en su mayoría idéntico al condado. Todos estos lugares están aproximadamente a 25 millas (40,2 km) al oeste de Albany. La ubicación de De Graff y la popularidad del puente en el canal también podrían argumentar a favor de una ubicación aún más al oeste.
Una de las ventajas de las celosías de arco tesado de Whipple que los constructores como De Graff no tardaron en ver y mejorar fue su facilidad de montaje y portabilidad. Podían enviarse a la ubicación deseada en piezas pequeñas y ensamblarse rápidamente, sin demasiadas herramientas especializadas. Si fuera necesario moverlos, podían desmontarse con relativa facilidad y volver a montarse de manera similar en la nueva ubicación.
Fue esta característica la que hizo que el puente fuera una compra atractiva para los propietarios de Normanskill Farm 32 años después. La autopista de peaje de Albany y Delaware, la carretera principal de la ciudad hacia el suroeste, estaba siendo desviada hacia el norte desde Normansville en 1899 a la alineación que Normanskill Drive actualmente sigue alrededor de la ladera, convirtiéndose en Old Delaware Avenue una vez que cruza el Normans Kill hacia Bethlehem. La nueva ruta hizo que fuera una elección natural construir un camino de acceso desde la granja hasta la autopista de peaje, para reemplazar la subida empinada que había tenido el camino de acceso original (la continuación de Mill Road). El puente se compró para cruzar el barranco con ese fin, y se instaló sobre estribos de piedra y mortero de nueva construcción en 1900.

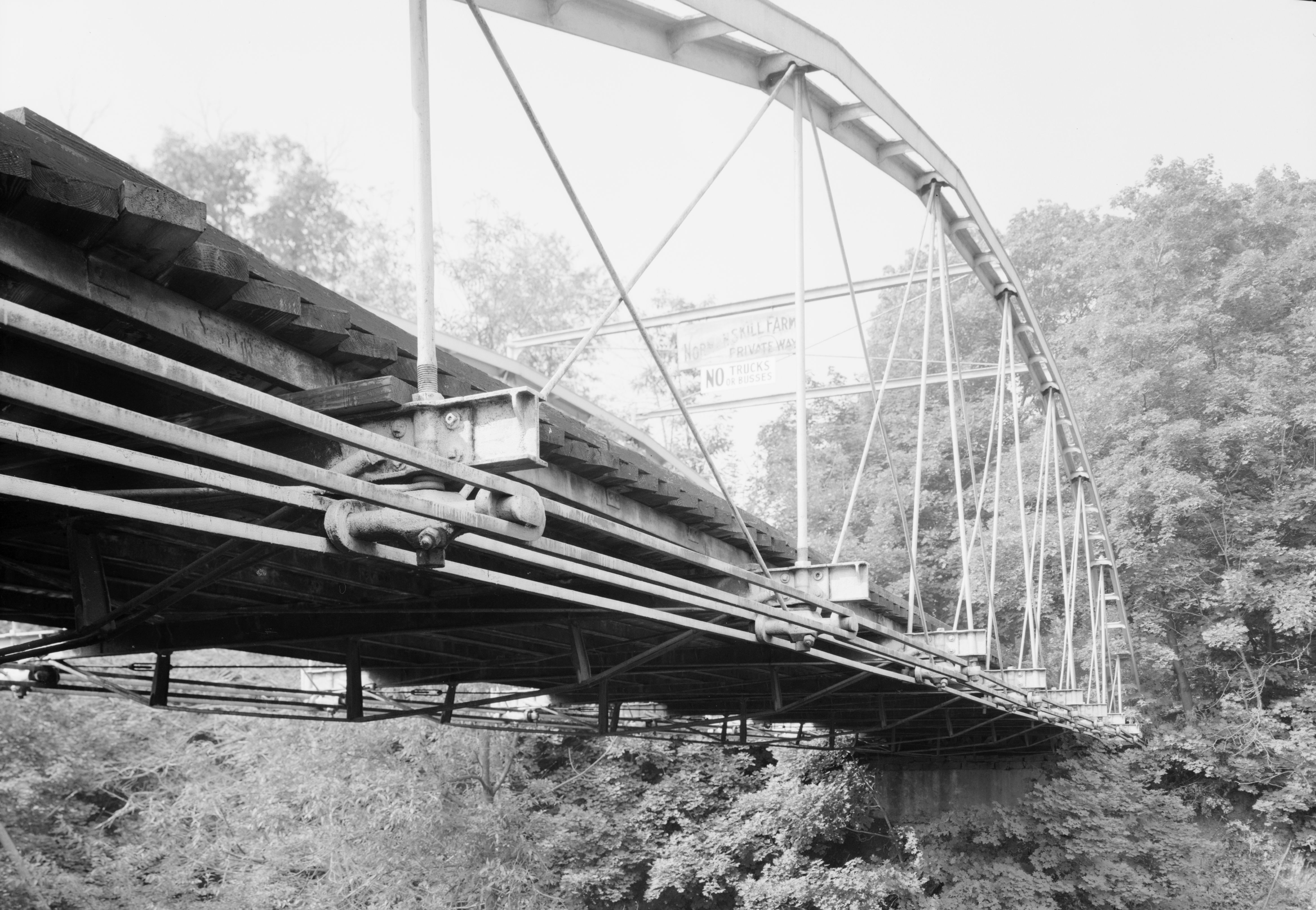
Foto del puente hacia 1969 (HAER)

A mediados del siglo XX, la autopista de peaje se había desviado nuevamente. La tecnología más nueva había hecho posible que el camino, ahora parte de la Ruta 443, siguiera el trazado recto actual a través del barranco mediante un viaducto situado sobre el puente construido medio siglo antes, que permaneció en su lugar. Lo que había sido el camino principal a la granja ahora era solo otro desvío tranquilo.
En el momento en que el Historic American Engineering Record (HAER) inspeccionó el puente, alrededor de 1969, solo se permitía el paso de automóviles debido a su antigüedad. Finalmente, la ciudad de Albany compró la granja y la usó como parque, centro de entrenamiento y establos para caballos de la policía y centro de educación ambiental. A principios del siglo XXI tuvo que cerrar el puente a los vehículos y a todo el tráfico durante los meses de invierno, cuando se detectaron unas pequeñas grietas durante una inspección. En 2012 el ayuntamiento autorizó emplear 150.000 dólares para repararlas.